# Toshio Shiratori

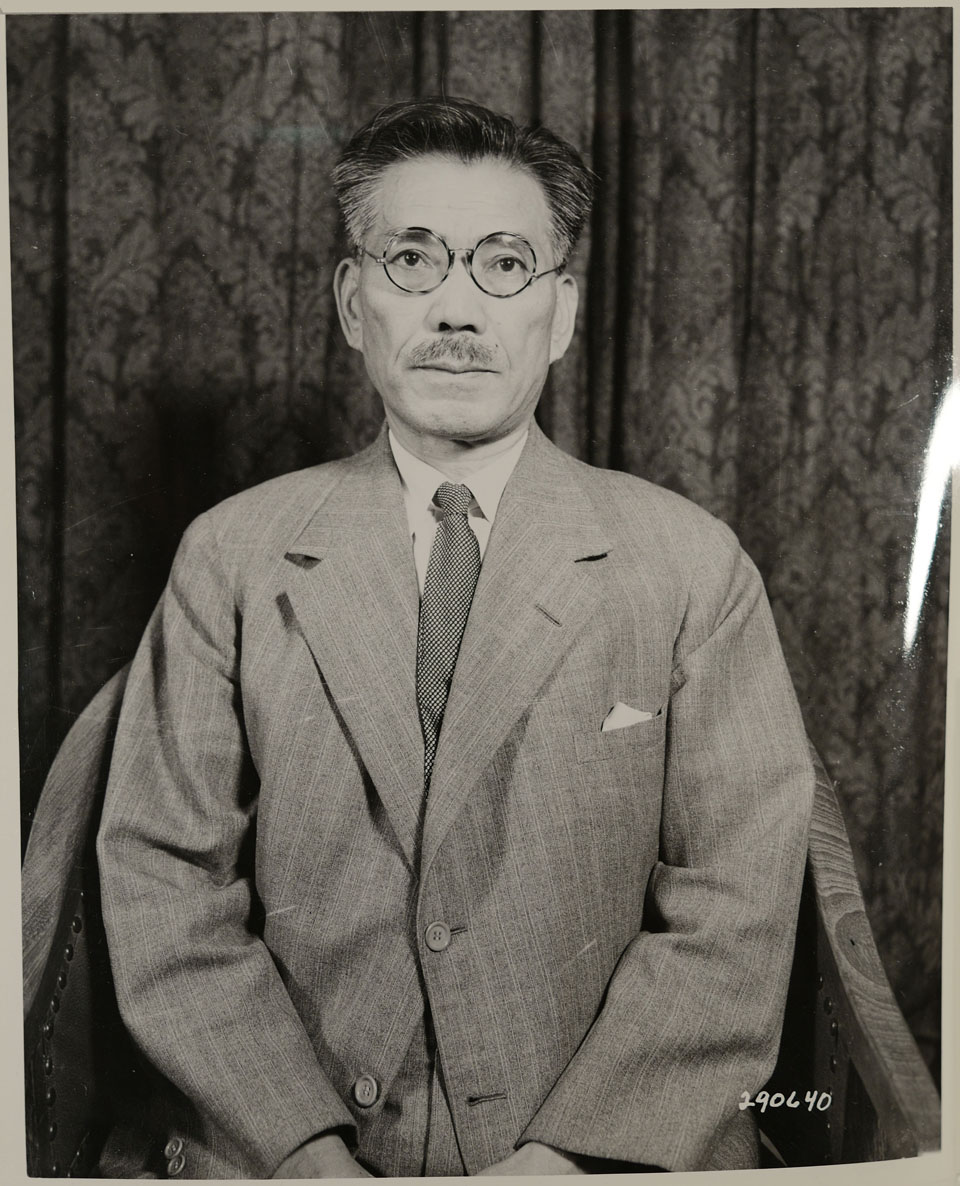
Toshio Shiratori im Jahr 1947

Toshio Shiratori (jap. 白鳥 敏夫 Shiratori Toshio; * 8. Juni 1887 in der Präfektur Chiba; † 3. Juni 1949 im Sugamo-Gefängnis, Tokio) war von 1938 bis 1940 japanischer Botschafter in Italien, Berater des japanischen Außenministers im Jahr 1940 und einer der 14 Kriegsverbrecher der Klasse A (d. h. Verurteilte aufgrund des Tatbestandes von Verbrechen der Aggression), die im Yasukuni-Schrein beigesetzt sind.

## Leben und Werk
Shiratori war von 1929 bis 1933 Direktor des Informationsbüros des Außenministeriums. Von 1933 bis 1936 war er Botschafter in Schweden und nicht ansässiger Botschafter in Finnland; 1939 wurde ihm das Großkreuz des Königlich Schwedischen Polarsternordens verliehen. Er wurde zum Botschafter in Italien ernannt, wo er von 1938 bis 1940 tätig war, und wurde schließlich 1940 Berater von Außenminister Yōsuke Matsuoka. Er war ein Verfechter des militärischen Expansionismus und riet zu einem Bündnis zwischen Deutschland, Italien und Japan, um die Weltherrschaft zu erleichtern. Am 23. Mai 1942 schrieb der italienische Außenminister Graf Galeazzo Ciano in sein Tagebuch, Shiratori habe gesagt, dass „die Weltherrschaft Japan gehöre, dass der Tennō der einzige Gott auf Erden sei und dass sowohl Hitler als auch Mussolini sich mit dieser Realität abfinden müssten“.
Shiratori wurde im November 1948 vom Internationalen Militärtribunal für den Fernen Osten der Verschwörung zum Angriffskrieg für schuldig befunden und zu lebenslanger Haft verurteilt. Im Jahr 1949 starb er im Gefängnis an den Folgen von Kehlkopfkrebs.
Am 17. Oktober 1978 war Shiratori einer von vierzehn Kriegsverbrechern der Klasse A, die im Yasukuni-Schrein verehrt wurden. Aus einem 2006 veröffentlichten Memo des Tenno Hirohito geht hervor, dass er den Yasukuni-Schrein von 1978 bis zu seinem Tod 1989 nicht mehr besuchte, weil „sie sogar Matsuoka und Shiratori verehrt haben“.